# Orbis
Orbis település Németországban, Rajna-vidék-Pfalz tartományban. Lakosainak száma 698 fő (2023. december 31.).

## Népesség
A település népességének változása:
| Lakosok száma | 468  | 700  | 690  | 685  | 685  | 713  | 698  |
|               | 1975 | 2014 | 2017 | 2019 | 2021 | 2022 | 2023 |